# Solaster pacificus
Solaster pacificus is een zeester uit de familie Solasteridae.
De wetenschappelijke naam van de soort werd in 1938 gepubliceerd door Alexander Michailovitsch Djakonov.